# Josh Papali'i

a Compétitions nationales et continentales officielles uniquement.

b Matchs officiels uniquement.
Josh Papalii, né le 13 mai 1992 à Auckland (Nouvelle-Zélande), est un joueur australien de rugby à XIII d'origine néo-zélandaise évoluant au poste de pilier, deuxième ligne ou troisième ligne. Il fait ses débuts professionnels en National Rugby League avec la franchise des Canberra Raiders en 2011. Après avoir fréquenté les équipes junior de la sélection de Nouvelle-Zélande, il opte finalement en 2012 pour le maillot de l'Australie, participant notamment à la Coupe du monde 2013. En 2013, il dispute également le State of Origin avec le Queensland.

## Biographie
Sélectionné pour disputer le Tournoi des Quatre Nations 2016 par l'Australie, il décline la sélection en raison d'une blessure à la cheville, remplacé par Jake Trbojevic.

## Palmarès
- Collectif :
  - Vainqueur de la Coupe du monde : 2013 (Australie).
  - Vainqueur du State of Origin : 2013, 2015, 2016, 2017, 2020 et 2022 (Queensland).
  - Finaliste de la Coupe du monde : 2021 (Samoa).
  - Finaliste du Tournoi des Quatre Nations  : 2014 (Australie).
  - Finaliste de la National Rugby League : 2019 (Canberra).

- Individuel :
  - Elu meilleur pilier de la National Rugby League : 2020 (Canberra).

## Statistiques
| Saison | Club             | Compétition           | Matchs | Points | Essais | Transf. | Drops | Pénal. |
| ------ | ---------------- | --------------------- | ------ | ------ | ------ | ------- | ----- | ------ |
| 2011   | Canberra Raiders | National Rugby League | 14     | 12     | 3      | -       | -     | -      |
| 2012   | Canberra Raiders | National Rugby League | 26     | 28     | 7      | -       | -     | -      |
| 2013   | Canberra Raiders | National Rugby League | 21     | 12     | 3      | -       | -     | -      |
| 2014   | Canberra Raiders | National Rugby League | 19     | 12     | 3      | -       | -     | -      |
| 2015   | Canberra Raiders | National Rugby League | 24     | 32     | 8      | -       | -     | -      |
| 2016   | Canberra Raiders | National Rugby League | 25     | 28     | 7      | -       | -     | -      |
| 2017   | Canberra Raiders | National Rugby League | 20     | 20     | 5      | -       | -     | -      |
| 2018   | Canberra Raiders | National Rugby League | 22     | 20     | 5      | -       | -     | -      |
| 2019   | Canberra Raiders | National Rugby League | 26     | 24     | 6      | -       | -     | -      |